# Dafen (Shenzhen)
Pour les articles homonymes, voir Dafen.

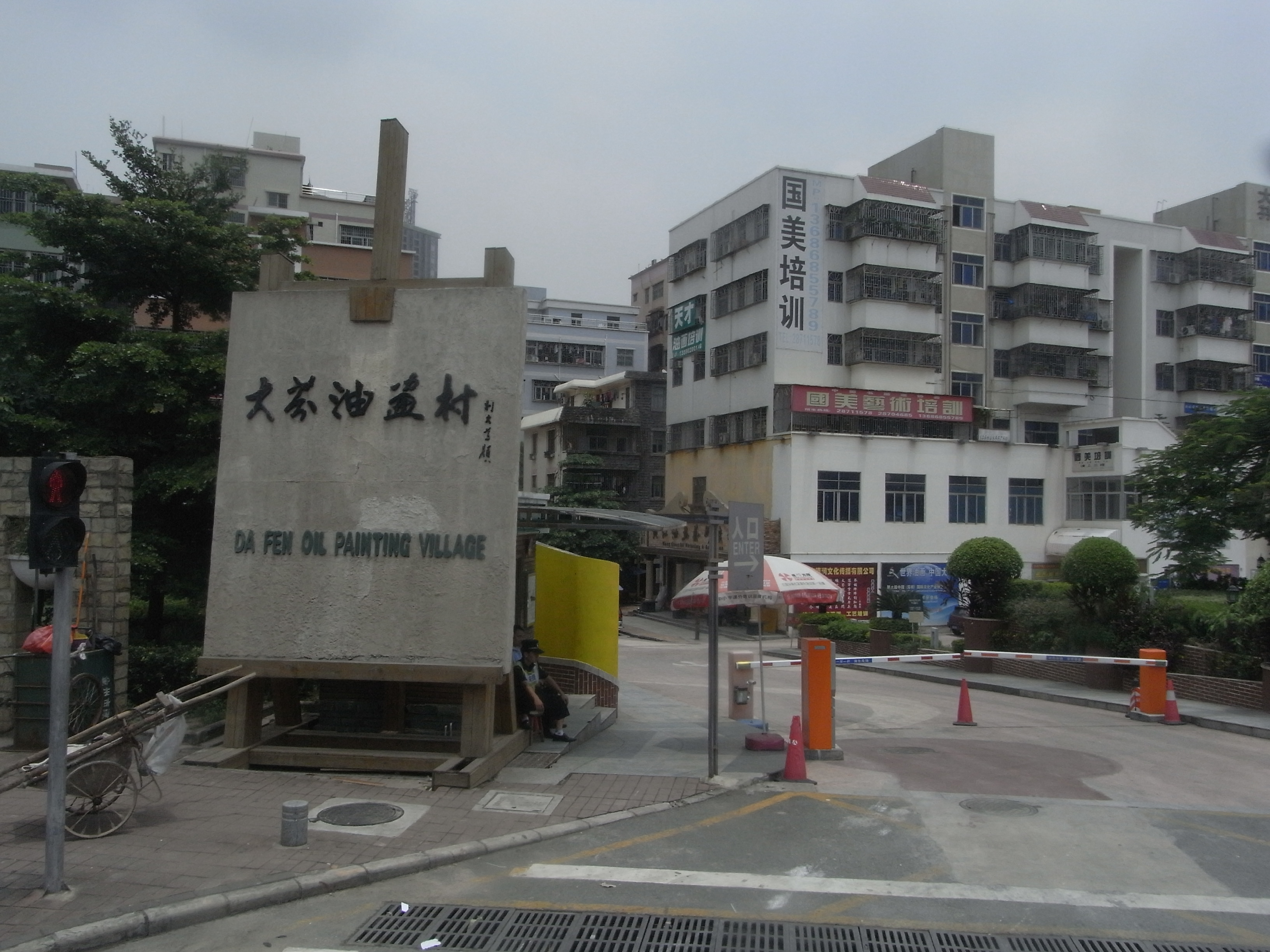
Dafen, entrée du « Village de la peinture à l'huile ».

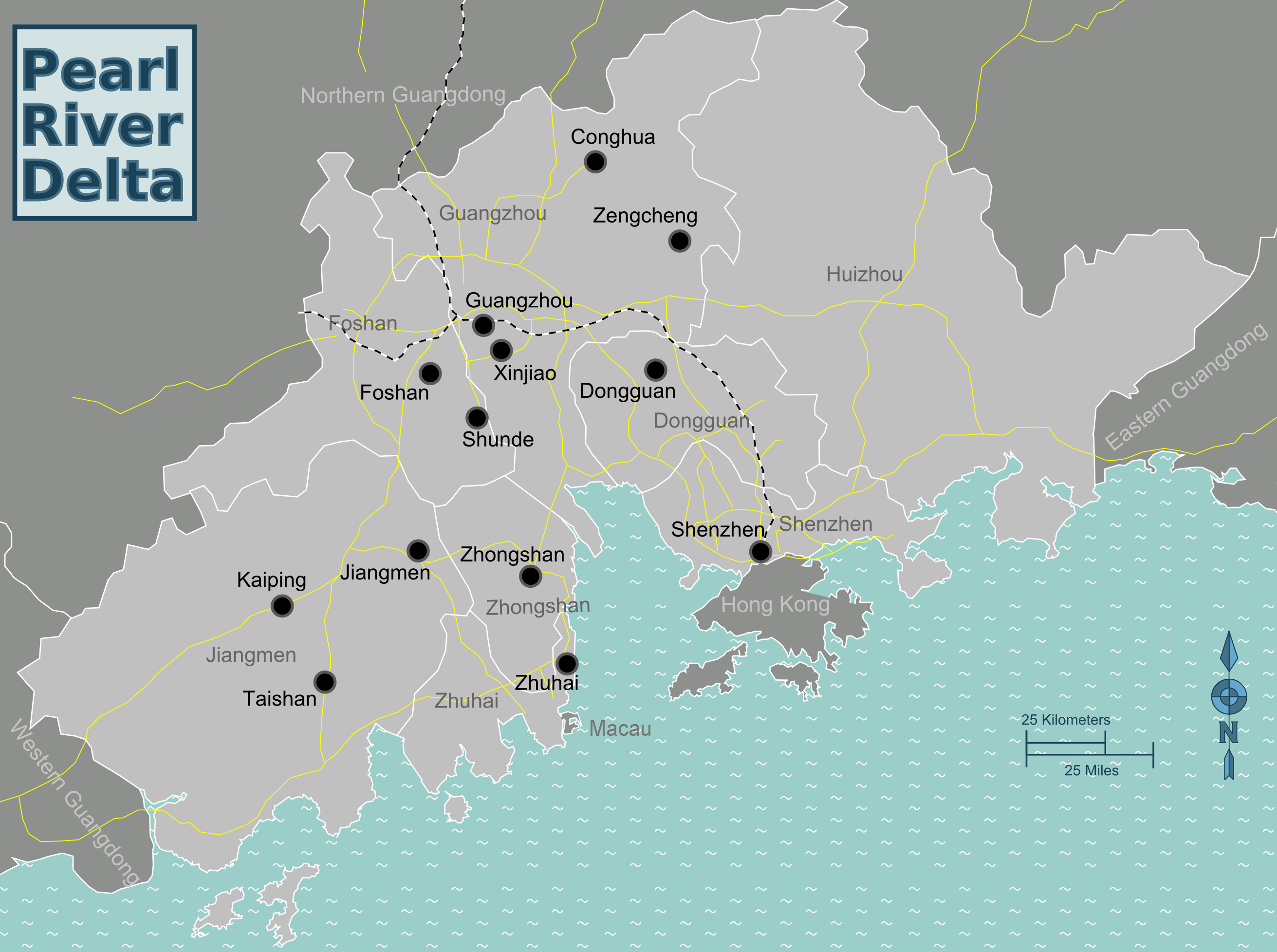
Localisation de Shenzhen dans le delta de la rivière des Perles.

Dafen (chinois : 大 芬 ; pinyin : Dà fēn) est un village suburbain situé en banlieue de Shenzhen en Chine. Il est connu pour abriter des centaines d'ateliers de copie de tableaux anciens.

## Localisation géographique
Le village suburbainde Dafen (chinois : 大 芬 ; pinyin : Dà fēn) est situé en banlieue de la ville de Buji (en), dans le district de Longgang de la préfecture Shenzhen, dans la province de Guangdong, dans le delta de la rivière des Perles dans le Sud de la Chine et au nord de Hong Kong.
Il est accessible par la ligne 3 (en) du métro de Shenzhen à la station Dafen (en).

## Le « Village de la peinture à l'huile »
« L'œuvre que Lan planquait dans sa tour débordait les transgressions formatées, rapidement neutralisées par le marché de l'art et la mode. À Shenzhen elle s'opposait d'abord furieusement au faux art du village des peintres de Dafen. Car, comme pour tout le reste, il y avait une sorte de colossal parc des peintres. Une exposition permanente de simulacres criards, dans le genre néo-impressionnisme, pointillisme, pseudo-cubisme, néo-fauve, expressionnisme truqué et bien sûr pop art de pacotille. Des représentations de gratte-ciel fleuris, mouchetés de couleurs pastichées de Monet ou de Seurat et des Mao de fantaisie à gogo ! Des postiches et du dégueulis pour les touristes et les bourgeois chinois circulant dans un tohu-bohu de tableaux, de caisses, de conteneurs, de camions. Dafen était un centre international de la copie. Peut-être 60 % de la production mondiale de tableaux, comme pour les chaussettes, les jouets, les portables... Grosse clientèle de nouveaux riches russes. Joconde, sourires à la demande, Tournesols, en veux-tu en voilà des soleils cousus main. Déjeuners sur l'herbe à la pelle. Des chaînes débitaient les icônes à dix mille, vingt mille exemplaires. Une armée d'ouvriers, dix mille peintres spécialisés dans le travail des fonds, des personnages, des détails... Tout le génie mimétique de la ville se retrouvait là jusqu'à la caricature hyperbolique ! Dans les vieilles ruelles préservées de cet ancien village absorbé par la banlieue de la mégapole, de faux vieux peintres, Renoir de pacotille, attifés en artistes ou émules en casquette et tee-shirt d'un pop-art pillé, dialoguaient avec les badauds, expliquaient leurs prouesses poussives, standardisées, glaviots clonés. »

— Patrick Grainville, Le Corps immense du président Mao

« In 2004, on the occasion of its designation as a national model cultural industry, Chinese officials held a Copying Competition in Dafen Village. Located in the outskirts of the southern Chinese megacity of Shenzhen, Dafen Village was being promoted by the city's officials as the world largest production center for handmade oil painting. Countering accusations that this "art industry" brazenly violated Western artists' copyrights by forging their masterpieces, these officials argued instead that, throught Chinese painters' skills of imitation, the high art of the world had been democratized for global consumers. »

— Winnie Wong, Van Gogh on Demand: China and the Readymade

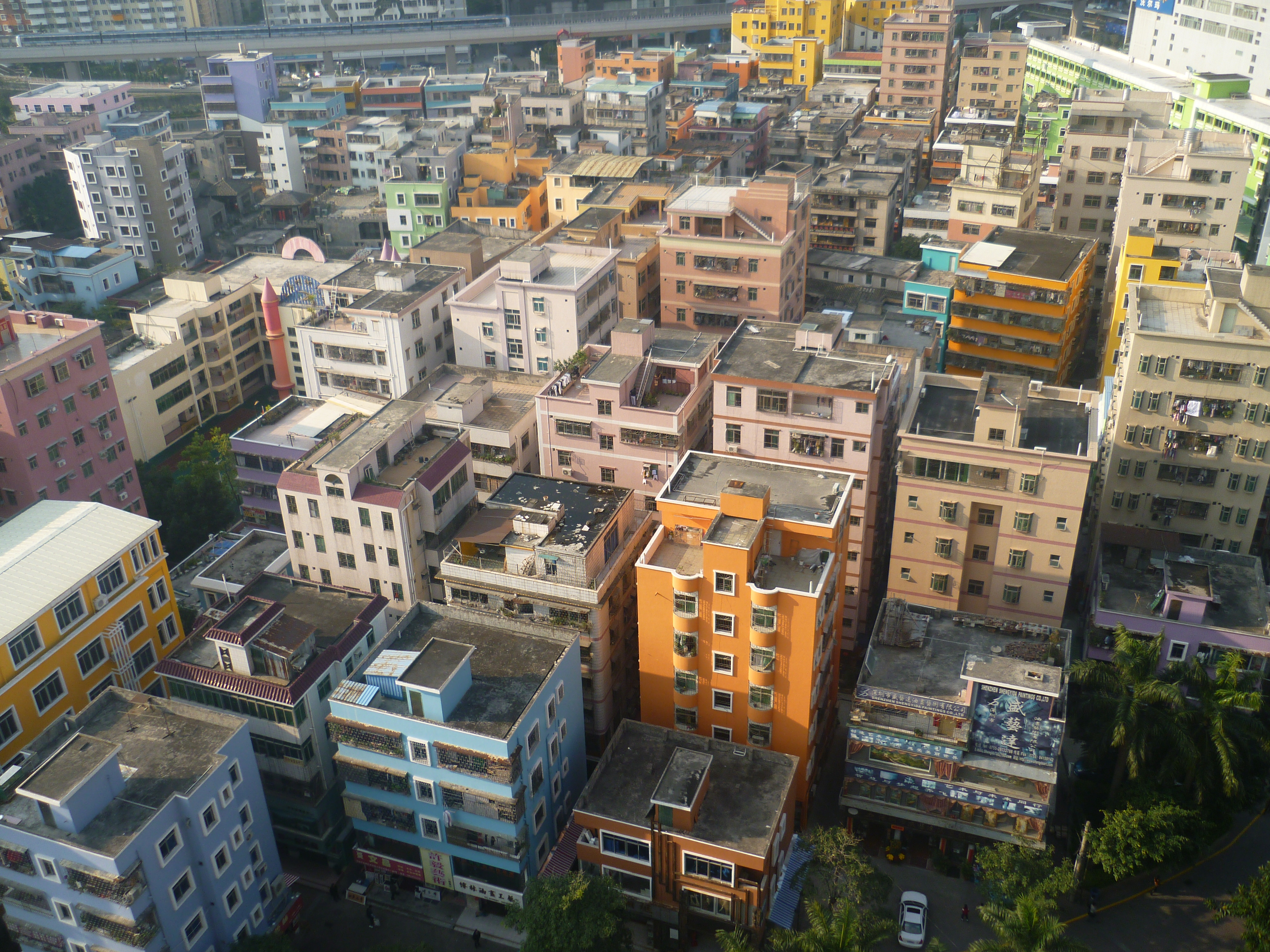
Le village de Dafen en 2012.

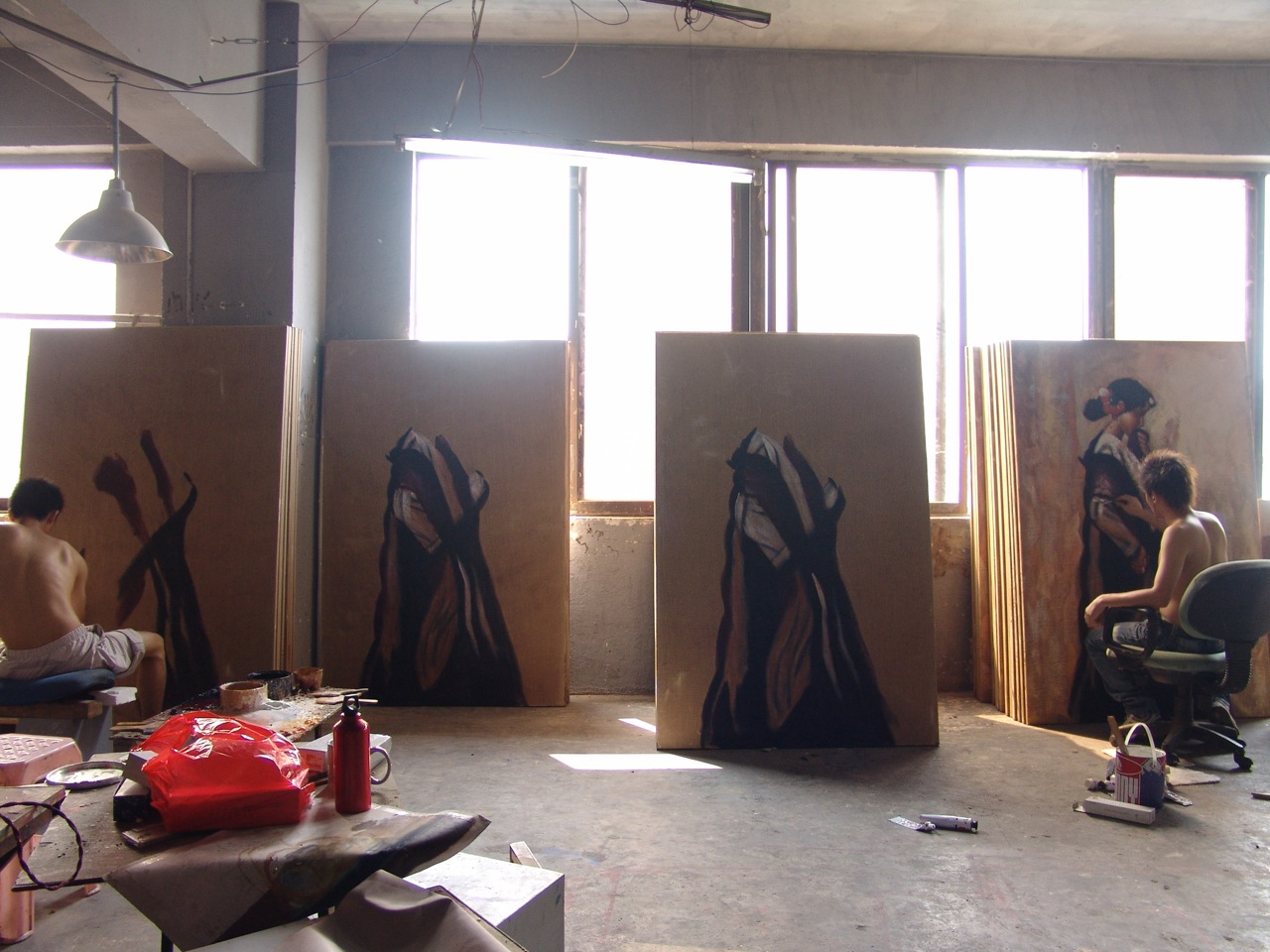
Atelier de copie de tableaux anciens à Dafen.

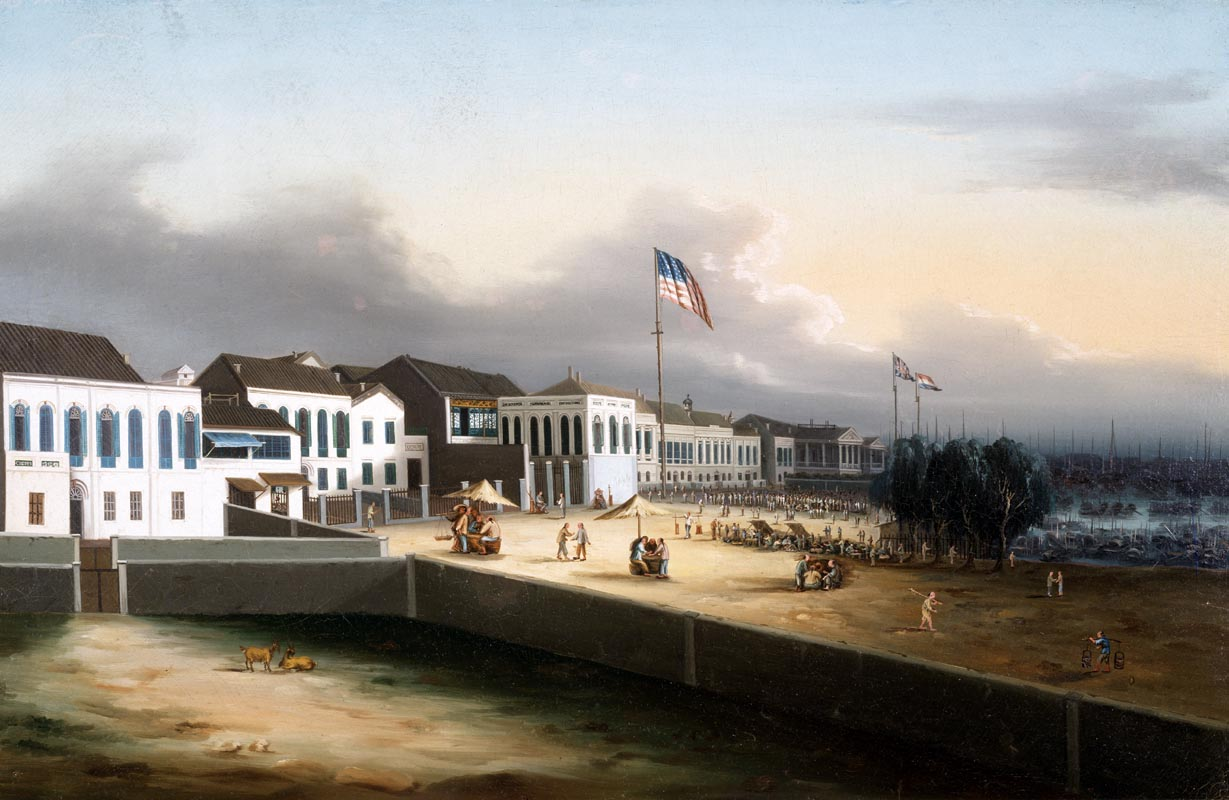
Vue du quartier des à Canton attribuée aux ateliers de Lam Qua, précurseurs des ateliers de Dafen.

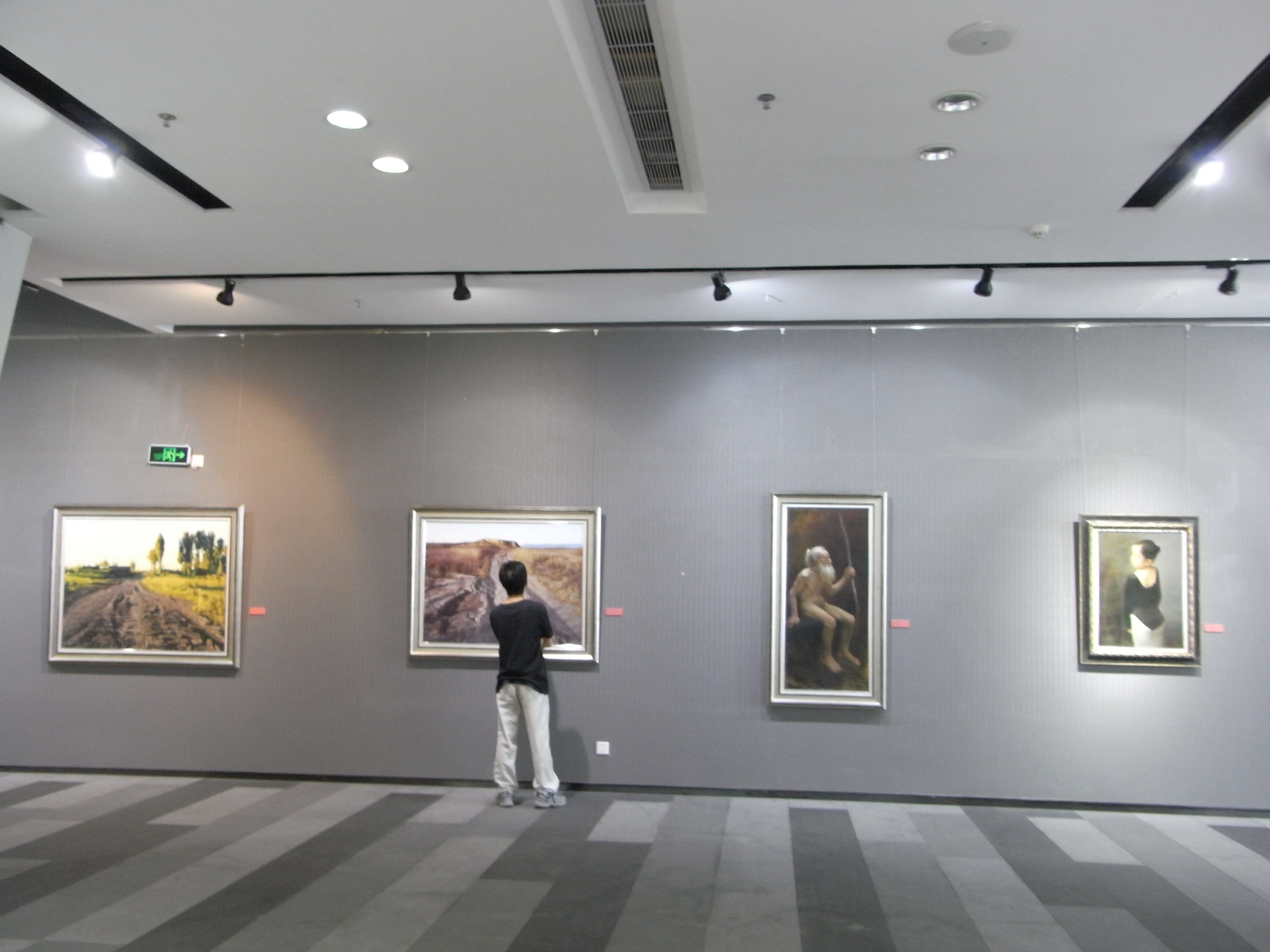
Musée des beaux-arts de Dafen.

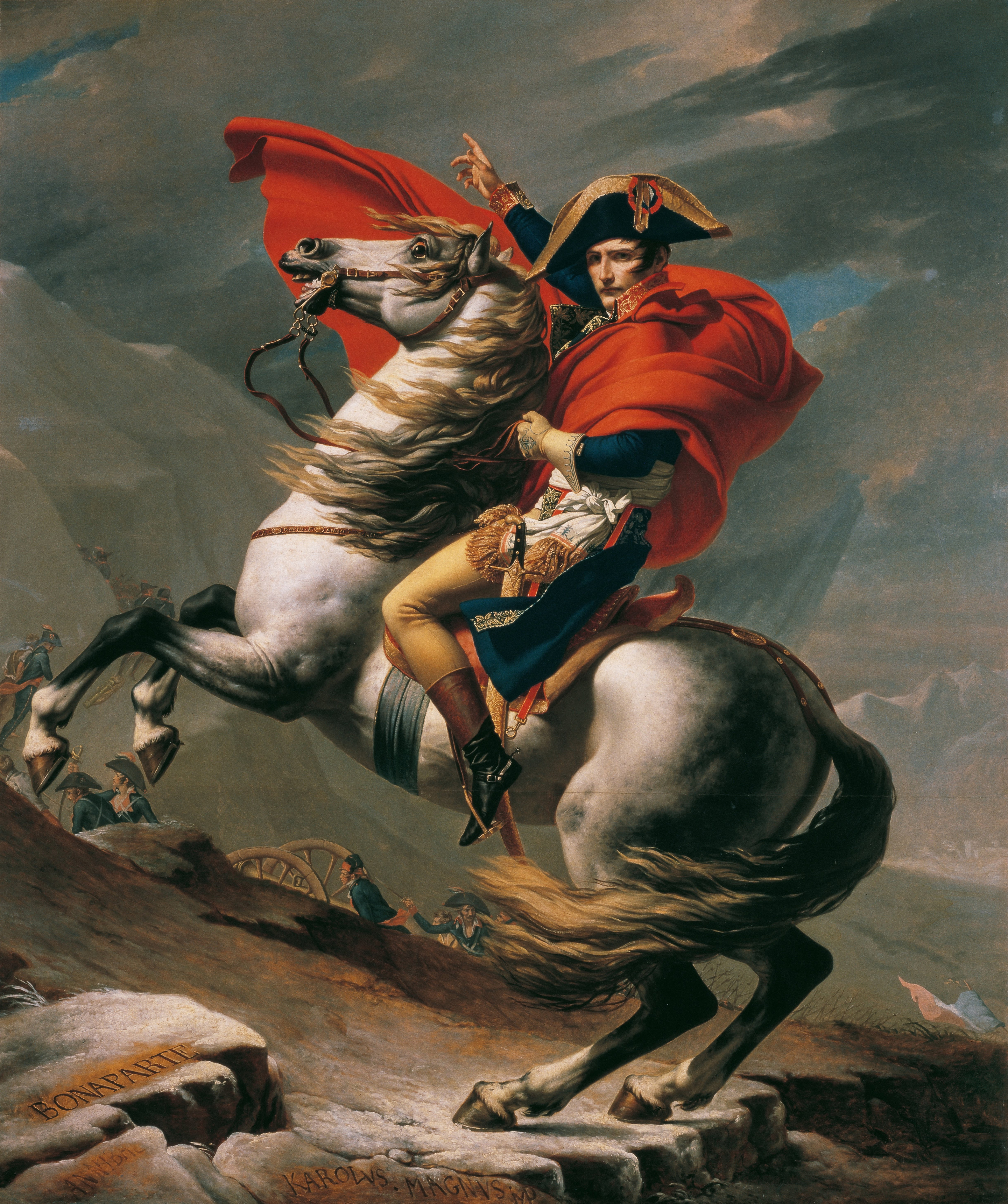
Bonaparte franchissant le Grand-Saint-Bernard (1800), Jacques-Louis David.
Sa reproduction monumentale trône dans le show-room du neveu du fondateur du « Village de la peinture à l'huile » de Dafen.

Bien que situé dans l'agglomération de Shenzhen, la zone économique spéciale la plus développée de Chine, proche de Hong Kong, le village de Dafen est le lieu idéal pour le projet de Huang Jiang, peintre et homme d’affaires hongkongais, fondateur du « Village de la peinture à l'huile  » : les terrains et la main-d'œuvre y abondent et sont bon marché. En 1989, Walmart, multinationale de la grande distribution lui ayant commandé 40 000 toiles à livrer en quarante jours, il ouvre un studio à Dafen et se lance dans la copie de tableaux. Puis, appliquant une logique industrielle à l'activité a priori individuelle de la peinture artistique, il transforme son atelier en usine avec des départements spécialisés : emballage et expédition au rez-de-chaussée, studios de peinture à l'étage et dortoirs pour les peintres au-dessus.
Son succès attire à Dafen des étudiants en arts plastiques et de jeunes peintres. De nouveaux ateliers sont ouverts. Ce ne sont plus dès lors les ateliers ruraux vers lesquels les hommes d'affaires hongkongais se tournaient pour les commandes des firmes occidentales avant même que le premier studio n’ouvre à Dafen, mais le regroupement, dans un espace unique, avec l'objectif d'augmenter le volume de production, de groupes de peintres de tailles variables. En 2002, 150 ateliers emploient 8 000 peintres. Le caractère massif des commandes conduit les studios à se spécialiser. Certains peintres passent leurs journées à exécuter des portraits de célébrités. D'autres peignent exclusivement des reproductions de La Joconde de Léonard de Vinci, des Tournesols de Vincent van Gogh ou des peintres naïfs. Certains passent des heures à peindre le même trait sur des centaines de canevas. Leur productivité est impressionnante : un seul peintre peut réaliser plusieurs milliers de tableaux par an. Un peintre de Dafen peut gagner l'équivalent de 100 à 400 euros par mois mais le salaire varie en fonction du niveau d'expertise. En bas de la grille, le badigeonneur pour les couleurs de fond puis le peintre capable de reproduire les formes humaines et enfin celui chargé des détails en finesse. Les peintres de Dafen sont plutôt jeunes, 25 ans en moyenne, et travaillent dix heures par jour, six jours par semaine. Une partie des artistes est composée de travailleurs handicapés légers qui ne peuvent être employés à la terre ou dans les usines voisines.
Les peintres de Dafen ne sont pas de l'avis des artistes occidentaux qui jugent que peindre des répliques commerciales est un travail sans âme. Beaucoup estiment que reproduire les œuvres des grands maîtres est une vraie chance et voient là le moyen de se réaliser tout en gagnant convenablement leur vie. D'autres sont plus pragmatiques et considèrent cette activité comme alimentaire et ne l'acceptent que si le prix est — selon leurs critères — correct. Il est vrai que la copie des œuvres d'art est une institution en Chine, depuis l'époque des grandes dynasties où elle était considérée comme une méthode d'apprentissage des plus dignes, en passant par les ateliers de Lam Qua, considérés comme les précurseurs du « Village de la peinture à l'huile » et qui, au XIXe siècle, employaient des dizaines de peintres à la réalisation de certaines parties des œuvres sous sa signature.
Dafen semble cependant abriter beaucoup plus d'artistes talentueux qu'on ne l'imagine d'après sa réputation d'usine de production de masse. Les artistes réalisent aussi des œuvres d'art originales, qu’ils vendent à des prix presque aussi élevés que l'art occidental. De fait, l'art à Dafen est bien moins industrialisé qu'il n'y paraît à première vue. La Chine est connue pour sa main-d'œuvre bon marché, non pour sa technologie de pointe. Ses studios d'art et ses usines, bien que capables de produire des milliers de toiles par mois, le font cependant d'une manière relativement artisanale. Dafen abrite de vastes studios, mais la majorité d'entre eux accueillent quelques dizaines d'artistes, ou bien juste quelques-uns.
À l'entrée du village, une colossale main de bronze élève un pinceau vers le ciel, transformant le paysage alentour en une gigantesque toile peinte à l'échelle de la planète pour laquelle Dafen est devenu en quelques années l'un des principaux centres mondiaux de production de tableaux. Dafen produit en effet aujourd'hui 60 % des peintures à l'huile dans le monde. 8 000 artistes produisent à la chaîne trois à cinq millions de tableaux par an alimentant une industrie d'une valeur de 100 millions de dollars. Le prix à l'unité varie selon la difficulté technique. Produites en gros, les œuvres les plus simples reviennent à environ 40 centimes d'euro, cadre compris. Les ateliers de Dafen permettent aux occidentaux de faire de l'art comme ils fabriquent des biens de grande consommation : production de masse et externalisation de la main-d'œuvre. Aujourd'hui, la majorité des reproductions de tableaux anciens et des œuvres d'art à prix accessible viennent de Dafen et se retrouvent pour un prix de 300 euros sur la place du Tertre ou la place des Vosges, via des sites de vente en ligne à un tarif de 15 euros pièce. L'essentiel des exportations se fait par conteneurs entiers à destination de l'Europe et des États-Unis. La plus grande partie de la production est destinée aux magasins de décoration et d'ameublement et aux sociétés d'agencement des hôtels et des restaurants. Wu Ruiqiu, neveu du fondateur du « Village de la peinture à l'huile », reçoit les visiteurs de sa société Shenzhen Art Lover Culture & Art Development Co. Ltd dans son showroom décoré d'une immense reproduction de Bonaparte franchissant le Grand-Saint-Bernard de Jacques-Louis David. Dafen doit pourtant affronter la concurrence acharnée de Shanghai et de la province du Fujian.
Des démarches alternatives, visant à faire travailler autrement les peintres de Dafen, se font jour. Des peintures réalisées dans les ateliers du village en réponse à des commandes de l'artiste contemporain Christian Jankowski (en) sont par exemple exposées sous son nom et vendues officiellement comme « des Jankowski ». En 2004, le Village attire l'attention d'artistes chinois et occidentaux connus dans le circuit de l'art contemporain comme Michael Wolf, Liu Ding (en), Leung Mee Ping (en) ou Xu Zhen qui montent en collaboration avec les peintres locaux des projets présentés à la Guangzhou Triennial (Canton), la Lisson Gallery (Londres), Art Basel ou la Biennale de Venise et nombre d'œuvres entrent dans d'importantes collections privées. Des critiques d'art comme Chen Danqing ou des collectionneurs comme Ethan Cohen conseillent sur la meilleure manière d'entrer dans le monde de l'art les peintres de Dafen qui acquièrent ainsi une visibilité dans les pages du New York Times ou d'Artforum ,.